# Управление за държавна сигурност
Службата за държавна сигурност (на сръбски: Служба државне безбедности или Služba državne bezbednosti; на македонска литературна норма: Служба за државна безбедност; на словенски: Služba državne varnosti) е югославската тайна разузнавателна служба и тайна полиция.

## ОЗНА
На съвещанието в Столице от 26 септември 1941 година са създадени първите югокомунистически разузнавателни и контраразузнавателни служби и е утвърдена системата за тяхната организация и взаимовръзки. През септември 1943 година при Върховния щаб на НОВЮ е формиран Отдел за защита на народа (Одсек за заштиту народа), а на 13 май 1944 г. с наредба на Върховния комендант на НОВЮ Йосип Броз Тито е формирано Отделение за защита на народа (Одељење за заштиту народа) - ОЗНА, като единствен разузнавателен и контраразузнавателен орган. За началинка ОЗНЕ е назначен Александър Ранкович.
Като изпълнителен орган на ОЗНА на 15 август 1944 година е формиран Корпусът за народна отбрана на Югославия (КНОЮ).
ОЗНА се състои от четири отдела:
- Първи отдела е отговорен за работата в чужбина и в окупираната територия. Началник му е Максимилиян Баче.
- Втори отдел е отговорен за работата в освободената територия. Начелник му е Павле Пекич.
- Трети отдел има полуразузнавателни задачи в НОВЮ. Комендант му е Йефто Шашич.
- Четвърти отдел се занимава със статистическа и техническа работа. Командирът на четвъртия отдел е Мият Вулетич.

След приемането на конституцията на Федерална Република Югославия на 31 януари 1946 г. са реорганизирани службите за сигурност и разузнаване. През март 1946 година от Първия и Втория отдел на ОЗНА е формирана при Министарството на вътрешните работи Управление за държавна сигурност, а от Третия отдел на ОЗНА при Министерството на народната отбрана е формирана Контраразузнавателната служба (КОС) на Югославската армия.

## УДБ
Управлението за държавна сигурност (на сръбски: Управа државне безбедности или Uprava državne bezbednosti; на македонска литературна норма: Управа за државна безбедност; на словенски: Uprava državne varnosti) функционира на същия принцип както и съветската служба за сигурност – Комитетът за държавна сигурност (КГБ). Като цивилна контраразузнавателна служба тя е към Министерството на вътрешните работи (по-късно Съюзен секретариат за вътрешни работи) и се състои от четири главни отдела, които се занимават с:
- вътрешни неприятели
- емиграцията
- чуждите разузнавателни служби
- техника на наблюдение и подслушване

В първите следвоенни години УДБ се занимава с елиминацията на неприятелите на новата власт, най-често от редовете на привържениците на победените във войната. От 1948 година една от основните задачи на УДБ е елиминацията на „вътрешните врагове“, които включват и членове на Югославската комунистическа партия, за които има съмнения, че поддържат Резолюцията на Информбюро и поддържат тайни връзки със СССР. Благодарение на това УДБ натрупва огромна власт, която започва да заплашва дори президента на Югославия Йосип Броз Тито и довежда до Четвъртия брионски пленум на Централния комитет на СКЮ от юли 1966 година, на който Ранкович, шефът на УДБ и втори човек в страната, е свален от всички функции. Тогава УДБ е реорганизирана и името ѝ е сменено на Служба за държавна сигурност (СДБ).

## СДБ
След смяната на Александър Ранкович е извършена и чистка на неговите кадри в службата – сменено е цялото ръководство както и съюзният секретар на вътрешните работи на Югославия Светислав Стефанович Чеча. През 1967 г. службата е федерализирана, като всяка република се сдобива със собствена служба за сигурност, докато на федерално ниво остава Съюзна служба за сигурност, чиито правомощия постоянно намаляват. Сръбското СДБ още приживе на Тито установява контрол над престъпния свят в СР Сърбия, а нейни агенти под претекст за осъществяване на „спецоперации“ често пътуват в Западна Европа, създавайки там мощни мафиотски организации, и създават сръбската мафия. Югославия се мафиотизира по подобие на Италия в началото на и Колумбия и Мексико в края на 20 - ти и началото на 21 - ви век.
СДБ продължава да се занимава с убийства на инакомислещи, но вече предимно в чужбина. Тя е единствената тайна служба в света, извършвала целенасочени политически убийства на деца на бегълци - примерно на 24 август 1972 близо до Венеция са убити хърватските емигранти Степан и Татяна Шево и деветгодишната им дъщеря Розмари, а през 1977 година в Чикаго са убити с нож сръбския емигрант Драгиша Кашикович и двегодишната му дъщеря Иванка Милошевич.Службата е закрита с разпада на Югославия.